# U-75号潜艇 (1940年)
U-75号（德語：U 75）是纳粹德国战争海军建造的二十四艘VII-B型潜艇（或称U艇）之一。它由不来梅的费格扎克船厂承建，于1940年10月18日下水，至同年12月19日交付使用。第二次世界大战期间，该艇曾执行过五次巡逻作战，共击沉9艘同盟国或中立国舰船，累积总吨位为38,628吨。1941年12月28日，U-75号在马特鲁港西北的地中海遭英国驱逐舰基普林号以深水炸弹击沉，造成艇内14人阵亡、30人获救。

## 设计
由于原有VII-A型潜艇的燃料容量有限而导致航程不足，战争海军于1936年又设计建造了24艘VII-B型潜艇作为改进版。为了提高操纵性和转向性能，他们在两副螺旋桨后部设计了两片舵，并增大舵面面积。VII-B型艇的内部空间更大，因此可在外部鞍状水舱内多装载33吨燃油。这种燃料舱是“自动加注”的——当柴油不断被消耗时，海水也不断进入该水舱以补偿浮力。艇艏和艇艉还设有纵倾平衡水舱，通过调整两端水量来防止潜艇在水下可能产生的纵倾和横摇。作为VII-B型艇，U-75号的全长增加了两米，达到66.50米，舷宽6.20米、高9.5米，并有4.74米的吃水深度，水上和水下排水量分别为753吨和857吨。该艇采用双轴设计，具有两副直径为1.23米的三叶螺旋桨。动力由两台曼恩生产的M6V 40/46型六缸四冲程1,400匹公制馬力（1,000千瓦特）涡轮增压柴油机用于水面运行，以及两台布朗-博韦里提供的GG UB 720/8型375匹公制馬力（280千瓦特）双作用电动发电机用于水下航行；水面最高航速17.9節（33.2每小時），水下8節（15每小時）；能够在水面以10節（19每小時）航速续航8,700海里（16,100），或以4節（7.4每小時）连续在水下航行90海里（170）而无需充电。
武器装备方面，U-75号装备有五具内置式鱼雷发射管——艇艏四具、艇艉一具。相较于VII-A型艇，其艇艉的鱼雷发射管设计在耐压壳体内部、两片舵之间，鱼雷可以由此向外发射。在轮机舱甲板下方还配备了用于艇艉的鱼雷装填系统，耐压壳体与甲板室之间一前一后还设计有外置鱼雷贮存装置，因此U-75号的鱼雷储备和发射能力也得以提升，可携带14枚G7型鱼雷或最多26枚TMA型水雷（TMB型则为39枚）。此外，该艇还搭载有一门配备220发弹药的88毫米35式速射炮以及一门配备1,195发弹药20毫米30式高射炮作为甲板炮。其标准船员编制为4名军官及40－56名水兵。

## 历史
1938年6月2日，海军造舰局根据《英德海军协定》的要求，正式将四艘VII-B型潜艇（U-73至U-76号）的建造合同发包予不来梅的伏尔铿费格扎克船厂。其中U-75号于次年12月15日开始铺设龙骨，建造序列为3号。经过逾十个月的建造，它于1940年10月18日下水，至同年12月19日在首度担任艇长的海军上尉赫尔穆特·林格尔曼的指挥下交付使用。完成海试后，该艇加入第7潜艇区舰队，先是在基尔进行战备训练，然后于1941年4月移驻圣纳泽尔基地担任前线艇。自同年10月1日起，U-75号又换编至驻萨拉米斯的第23潜艇区舰队服役，直到12月28日被击沉。
第二次世界大战期间，U-75号曾执行过五次巡逻和两次狼群作战，共击沉9艘同盟国或中立国舰船，累积总吨位为38,628吨。

### 第一次巡逻
林格尔曼于1941年4月10日12:00率领U-75号从基尔出发执行首次巡逻，并在穿过威廉皇帝运河、至布伦斯比特尔担任护航，以及在黑尔戈兰岛补充燃料后，前往冰岛西南部的北大西洋游弋。4月29日02:29，他取得首个战功，在爱尔兰的瓦伦西亚岛以西约600海里（1,100）处发射鱼雷击中无护航的英国万吨级客轮那格浦尔城号。德国潜艇早在一天前便发现了该船和另一艘商船，但当时于06:08射出的第一枚鱼雷没有命中，13:14向另一艘船发射的鱼雷也同样射失。那格浦尔城号在被击中后曾发出无线电求救，直到德国人用甲板炮向它开火时才停止。02:52，U-75号再发射一枚鱼雷，但哑火。林格尔曼试图用火炮点燃该船的企图依然未能成功，因此于03:33以鱼雷发出致命一击，击中了左舷并导致其侧倾。至06:00，那格浦尔城号在船艉遭到第二次致命一击后于一分钟内沉没。15名船员和1名乘客遇难。经过为期三十三天、水面行程5,300海里（9,800）、水下行程255海里（472）的航行后，U-75号于5月12日20:05抵达德占法国的圣纳泽尔。

### 第二次巡逻
5月29日18:50，U-75号在林格尔曼的指挥下离开圣纳泽尔，前往北大西洋执行第二次巡逻。从6月2日至20日，该艇曾加入“西方狼群”作战，试图以集群方式袭击盟军护航船队，并在此期间击沉2艘商船。首个受害者是无护航的荷兰货船艾贝亨号（Eibergen），它于6月1日从OB-327号船队脱离，至3日03:45在亚速尔群岛以北约650海里（1,200）处被林格尔曼发射的一枚鱼雷击中。U-75号追逐该船超过九个小时，继02:37发射的第一枚和02:53发射的两枚鱼雷相继偏出后，最后用第四枚鱼雷才取得命中。德国人观察了艾贝亨号从船艉下沉以及其船员分乘两艘救生艇弃船的过程，但潜艇突然间被探照灯照亮，于是用高射炮开火将对方彻底摧毁。随后，U-75号掉头，于04:00分以艇艉鱼雷发出致命一击。鱼雷击中了船舯部，导致艾贝亨号断成两截，并在一分钟内沉没。当天夜里，林格尔曼还击沉了同样从OB-327号船队脱离、早前已被僚艇U-48号严重击伤的英国油轮因弗苏尔号（Inversuir）。两枚致命鱼雷分别于20:33和20:51射出。
6月25日11:35，U-75号向一艘估计有4,000吨重的轮船发射了一枚艇艉鱼雷，该船在过去三小时内一直在冰岛西南偏南方向被追击。鱼雷击中后，轮船在四分钟内从船艉沉没。船上无人生还，也没有发出求救信号。它很可能就是荷兰货船斯赫西号（Schie）。长期以来，人们都认为斯赫西号是6月24日在OB-336号护航队阵中被U-203号所击沉，但该船当时已从船队中掉队，因此不可能是在这天袭击中沉没的。经过为期三十六天、水面行程6,850海里（12,690）、水下行程88海里（163）的航行后，U-75号于7月3日14:10回到圣纳泽尔。是次任务结束后，该艇于7月4日至23日进入船厂接受维修保养。

### 第三次巡逻
U-75号的第三次巡逻于7月29日19:45从圣纳泽尔出发，前往北海海峡以西的北大西洋游弋，至8月25日19:10返抵圣纳泽尔。在这次为期二十八天、水面5,290海里（9,800）和水下167海里（309）的航行期间，该艇共击沉2艘英国商船。8月5日05:20，林格尔曼在爱尔兰岛以西向SL-81号护航船队发动袭击，命中第一艘船后观察到船体冒出一股火柱和水柱，命中第二艘后观察到一股水柱。为了躲避护航舰的攻击，他随后被迫下潜，无法进行进一步的观察。被击中的两艘船分别是哈林根号（Harlingen）和罗德尼角号（Cape Rodney）。哈林根号当场沉没，幸存者被英国护卫舰绣球号接走；罗德尼角号则于两天后由英国拖船拖走，延至8月9日在韦桑岛以西水域沉没。

### 第四次巡逻
第四次巡逻是转运之旅，因换编至第23潜艇区舰队，U-75号便于9月27日19:10离开圣纳泽尔，前往希腊的萨拉米斯基地。由于需要穿越严密设防的直布罗陀海峡，它从9月27日至10月5日期间与U-79、U-97、U-331、U-371和U-559号共同行动，组成了“格本狼群”（以1914年在地中海作战的德国同名大巡洋舰命名）。10月3日顺利突围后，该艇在地中海东部游弋，攻击从直布罗陀、马耳他和埃及出发的盟军船只。
10月12日00:05，U-75号在托布鲁克以西水域开始炮击英国登陆艇TLC-2号和TLC-7号。自从这两艘船出港以来，林格尔曼就一直尾随其后，并从艇艉发动攻击，对两者都取得数次命中，但由于对方还击以及20毫米炮和机枪故障，潜艇被迫紧急下潜。01:24，TLC-2号被鱼雷击中，船头受损，但并未沉没。另一艘登陆艇则被炮火击毁，一枚鱼雷于01:49从其下方掠过，未能命中。林格尔曼随即决定用火炮彻底终结这两艘船，他浮出水面并炮击了TLC-2号，该登陆艇于02:34起火沉没。然后他转而炮击TLC-7号，后者于07:00沉没。经过为期三十七天、水面5,500海里（10,200）、水下行程302海里（559）的航行，U-75号于11月2日12:00抵达萨拉米斯，继而于11月30日至12月5日期间在比雷埃夫斯的造船厂接受维修保养。

### 第五次巡逻
12月22日，U-75号从萨拉米斯出发执行第五次巡逻，前往埃及和昔兰尼加海岸附近游弋，从此再未归航。1941年12月28日清晨，林格尔曼在马特鲁港西北约45海里（83）处袭击了ME-8号护航船队，并报告有两艘合计9,000总吨的船只沉没、另一艘受损。这是该艇发出的最后一条无线电信息。然而，实际上只有英国货船沃洛号被鱼雷击中并沉没。护航的英国驱逐舰基普林号随即对U-75号展开几个小时的追击。后者遭到深水炸弹的严重破坏，迫使林格尔曼浮出水面，让其船员逃生，然后在31°50′N 26°40′E / 31.833°N 26.667°E、即编号为CO-9238的海军网格处自沉。艇内包括林格尔曼在内的14名官兵阵亡，其余30人则被英国驱逐舰救起并俘虏。

## 袭击历史摘要
| 日期           | 船名         | 船籍         | 吨位   | 结局 |
| -------------- | ------------ | ------------ | ------ | ---- |
| 1941年4月29日  | 那格浦尔城号 | 英国         | 10,146 | 击沉 |
| 1941年6月3日   | 艾贝亨号     | 荷蘭         | 4,801  | 击沉 |
| 1941年6月3日   | 因弗苏尔号   | 英国         | 9,456  | 击沉 |
| 1941年6月25日  | 斯赫西号     | 荷蘭         | 1,967  | 击沉 |
| 1941年8月5日   | 罗德尼角号   | 英国         | 4,512  | 击沉 |
| 1941年8月5日   | 哈林根号     | 英国         | 5,415  | 击沉 |
| 1941年10月12日 | TLC-2号      | 英國皇家海軍 | 372    | 击沉 |
| 1941年10月12日 | TLC-7号      | 英國皇家海軍 | 372    | 击沉 |
| 1941年12月28日 | 沃洛号       | 英国         | 1,587  | 击沉 |

## 脚注
1. 1 2  加洛普，第72頁.
2. ↑  威廉生，第10頁.
3. 1 2  Gröner 1991，第43–44頁.
4. 1 2 3  . U-Boot-Archiv.   [2024-06-24]. （原始内容存档于2024-06-24）.
5. 1 2  Helgason, Guðmundur. . German U-boats of WWII - uboat.net.   [2024-06-24]. （原始内容存档于2024-02-26）.
6. 1 2  Helgason, Guðmundur. . German U-boats of WWII - uboat.net.   [2024-06-24]. （原始内容存档于2021-12-06）.
7. ↑  Helgason, Guðmundur. . German U-boats of WWII - uboat.net.   [2024-06-24]. （原始内容存档于2020-09-23）.
8. ↑  Helgason, Guðmundur. . German U-boats of WWII - uboat.net.   [2024-06-24]. （原始内容存档于2021-06-23）.
9. ↑  Helgason, Guðmundur. . German U-boats of WWII - uboat.net.   [2024-06-24]. （原始内容存档于2009-01-08）.
10. ↑  Helgason, Guðmundur. . German U-boats of WWII - uboat.net.   [2024-06-24]. （原始内容存档于2020-09-20）.
11. ↑  Helgason, Guðmundur. . German U-boats of WWII - uboat.net.   [2024-05-15]. （原始内容存档于2020-10-29）.
12. ↑  Helgason, Guðmundur. . German U-boats of WWII - uboat.net.   [2024-06-24]. （原始内容存档于2020-08-13）.
13. ↑  Helgason, Guðmundur. . German U-boats of WWII - uboat.net.   [2024-06-24]. （原始内容存档于2009-01-08）.
14. ↑  Helgason, Guðmundur. . German U-boats of WWII - uboat.net.   [2024-06-24]. （原始内容存档于2020-10-23）.
15. ↑  Helgason, Guðmundur. . German U-boats of WWII - uboat.net.   [2024-06-24]. （原始内容存档于2020-10-26）.
16. ↑  Helgason, Guðmundur. . German U-boats of WWII - uboat.net.   [2024-06-24]. （原始内容存档于2021-06-23）.
17. ↑  Helgason, Guðmundur. . German U-boats of WWII - uboat.net.   [2024-06-24]. （原始内容存档于2024-05-26）.
18. ↑  Helgason, Guðmundur. . German U-boats of WWII - uboat.net.   [2024-06-24]. （原始内容存档于2024-07-22）.
19. ↑  Helgason, Guðmundur. . German U-boats of WWII - uboat.net.   [2024-06-24]. （原始内容存档于2022-11-27）.
20. ↑  Helgason, Guðmundur. . German U-boats of WWII - uboat.net.   [2024-06-24]. （原始内容存档于2021-06-23）.
21. ↑  Helgason, Guðmundur. . German U-boats of WWII - uboat.net.   [2024-06-24]. （原始内容存档于2020-10-24）.
22. ↑  Blair，第477頁.